# Rkiya Talbensirt
Raïssa Rkiya Talbensirt ou Rkiya Demsiriya (en amazigh : ⵜⴰⵕⵕⴰⵢⵚⵜ ⵕⵇⵇⵉⵢⵢⴰ ⵜⴰⵍⴱⵏⵙⵉⵔⵜ, en arabe : الرايسة رقية تلبنسيرت الدمسيرية), est une poétesse et chanteuse chleuhe de musique traditionnelle berbère (Raïssa). Elle tire son nom de son village natal à Ilbensiren (Demsira) dans la province de Chichaoua. 
Elle chante notamment de l'amarg, poésie lyrique du Souss. 